# Otome wa Boku ni Koishiteru
Otome wa Boku ni Koishiteru (処女はお姉さまに恋してる lit. Las doncellas se enamoraron de mí?), conocido también de forma abreviada como Otoboku (おとボク?), es una novela visual de temática yuri desarrollada por la compañía Caramel Box para PC el 28 de enero de 2005. La historia se centra en la vida de un estudiante llamado Mizuho Kaburagi, quien se traslada, por deseo explícito de su abuelo, a una escuela únicamente para mujeres. Mizuho deberá entonces transformarse en una chica para poder estudiar allí. Cambia su nombre por el de Mizuho Miyanokouji, llegándose a convertir en una de las estudiantes más populares de su nueva escuela.

## Argumento
Otome wa Boku ni Koishiteru trata sobre las relaciones que se forman entre un grupo de amigas de la escuela Seio Girls Schools con el protagonista principal de la obra, Mizuho Kaburagi. Mizuho es un chico que vive en una familia acomodada, pero cuando se reveló los últimos deseos de su abuelo fallecido en el testamento que dejó, se descubrió que él tenía que trasladarse a una escuela sólo de chicas, a la misma que en su tiempo fue su madre y que fundó sus antecesores. Es por ello que Mizuho debe travestirse para imitar ser una chica en esa escuela.
En la escuela, sólo la directora, que es una monja que conoce a la madre del protagonista; Hisako Kajiura (una profesora que contrata su madre para ayudarle a estudiar en casa), y Mariya Mikado, una amiga suya de la infancia que le ayudó a parecerse a ser una mujer, conocen el secreto de Mizuho. Durante el transcurso de la obra, una alumna, Sion Jujo, y una fantasma llamada Ichiko Takashima que reside en la habitación del protagonista, no tardan en descubrir su verdadera identidad.
Desde el principio, Mizuho se convierte en una de las chicas más populares de la escuela, y muchas de las estudiantes recalcan de ella lo guapa, amable y atlética que es. La popularidad del protagonista no para de subir, hasta el punto de que resulta nominado contra su propia voluntad al puesto de Elder (hermana mayor), con el que se enfrentará a Takako Itsukushima, al que gana.
Tras todo esto, Mizuho se convierte en un nuevo símbolo de excelencia para todas las estudiantes, sin excepción, de la escuela. Tanto, que en los próximos meses, empieza a destacarse que las demás estudiantes sienten cierta atracción sobre Mizuho.

## Personajes

### Principales
Mizuho Miyanokouji (宮小路瑞穂 Miyanokōji Mizuho?)
Es el protagonista principal de la obra que, debido al testamento de su abuelo fallecido, debe ir una escuela de chicas. La cual asistió su fallecida madre en su tiempo de estudiante. Por ello es obligado a cambiar su aspecto exterior para convertirse y actuar como una chica. Tiene una actitud temerosa, e intenta por todos los medios que las otras chicas no lo descubran, aunque suele cometer bastantes torpezas en este sentido. En el transcurso de la historia, Mizuho se convierte en la chica más popular y admirada de la escuela, tanto, que es elegido "Elder", o sea, la "oneesa-sama" o la hermana mayor que es el máximo rango de entre las estudiantes (solo seguido por La Presidenta del Consejo Estudiantil) Símbolo de Esplendor y Belleza de toda la Escuela su verdadero, al entrar en esa escuela escondió su verdadero nombre Kaguragi Mizuho. 
Mariya Mikado (御門まりや Mikado Mariya?)
Mariya es la amiga de la infancia del protagonista, al cual conoce bastante bien. Ella tiene una personalidad juguetona que tiende a la espiritualidad, pero a veces muestra un fuerte temperamento. Es miembro del club de Atletismo. No dudaría en ayudar en lo que sea a Mizuho. Odia la actual presidenta del Consejo Estudiantil, Takako, por renunciar al Club de Atletismo para ocupar el cargo de Presidente. Ella junto que Takako se enamora de Mizuho, aunque no lo aparenta al principio.
Shion Jujo (十条紫苑 Jūjō Shion?)
Shion es una de las compañeras de clase de Mizuho. Ella se da cuenta casi inmediatamente que el protagonista en realidad es un chico, aunque no desvela dicho secreto a nadie. No habla mucho, pero cuando lo hace, normalmente deja buenas sensaciones entre sus compañeras. El año pasado, fue elegida "Elder", aunque inmediatamente después tuvo que trasladarse a un hospital a causa de una enfermedad.
Yukari Kamioka (上岡由佳里 Kamioka Yukari?)
Yukari es una chica de carácter muy enérgico que convive junto con Mizuho y Mariya en uno de los dormitorios de la escuela Seio. Tiene muy poca confianza en sí misma, y tiene miedo ante cualquier adversidad. También presenta aversión a los fantasmas, situación que usa Mariya para burlarse de ella. 
Kana Suoin (周防院奏 Suōin Kana?)
Es otra chica que vive en el mismo cuarto que Mizuho, al igual que Mariya y Yukari. Admira profundamente a Mizuho e intenta ayudarle siempre que pueda, aunque no conoce su secreto. Una de sus peculiaridades es que acaba muchas de sus frases con la coletilla ~na no desu yo.
Takako Itsukushima (厳島貴子 Itsukushima Takako?)
Takako es la presidenta del Consejo Estudiantil de la escuela en la que está centrada la historia. Intenta mantener una actitud seria acorde con el cargo que ostenta. Sin embargo, ella se ve a sí misma con un carácter más amigable del que aparente tener. Presenta, al igual que Yukari, pavor por los fantasmas y fenómenos paranormales. Ella al igual que Mariya termina enamorándose de Mizuho, situación que la perturba porque no puede creer que se esté interesando en una chica aunque dejó de perturbarse cuando descubrió que mizuho en realidad es un varón.
Ichiko Takashima (高島一子 Takashima Ichiko?)
Ichiko es en realidad un fantasma de carácter hiperactivo y enérgico que vive en el dormitorio donde se encuentra el protagonista. Habla con bastante agilidad y de manera rápida, y ve a Mizuho con buenos ojos, porque en realidad ella es la compañera de dormitorio de la madre fallecida del protagonista.

## Media

### Novela visual
Otome wa Boku ni Koishiteru fue lanzado primeramente en Japón en una versión limitada el 28 de enero de 2005 en formato CD-ROM, viniendo acompalado de un libreto especial titulado "Tsundedera". Todo este pack se lanzó con un precio de 8.800 yens al mercado nipón. Sin embargo, se tardó menos de un mes en comercializarse una edición sin este último extra al mismo precio que el anterior, con la salvedad de que algunos de estos últimos se lanzaron con una pegatina especial de regalo. 
Tras esto, la compañía decidió hacer una versión para la videoconsola de Sony PlayStation 2, y lanzó una versión en el que todos los diálogos eran interpretados por actores en un DVD, que salió el 28 de abril del 2006, contiendo el manual la historia que se incluyó como extra en su lanzamiento a PC, "Tsundedera". Ha salido también una última versión de este juego el 26 de enero del 2007.
Algunos fanes realizaron un disco llamado Caramel Box Yarukibako (キャラメルBOX やるきばこ Kyarameru Bokkusu Yarukibako?), lanzado el 24 de junio del 2005 para PC, y posteriormente a PlayStation 2 el 29 de diciembre de ese mismo año, que añadía hasta cinco episodios a la novela original. Posteriormente, los fanes realizaron una continuación de este disco, Caramel Box Yarukibako Fukkoku-ban (キャラメルBOX やるきばこ 復刻版 Kyarameru Bokkusu Yarukibako Fukkoku-ban?), que incluían algunos episodios jugables más a Otoboku. Se sabe que el 19 de octubre del 2007, publicaron un tercer disco, Caramel Box Yarukibako 2 (キャラメルBOX やるきばこ2 エピソードV: ～やるきねこの逆襲～ Kyarameru Bokkusu Yarukibako 2 Episōdo faibu: Yarukineko no Gyakushū?), que también incluye episodios para la novela visual.

### Sistema de juego
Otome wa Boku ni Koishiteru está constituido por ocho episodios, un interludio que está ubicado entre el segundo y tercer episodio, y un epílogo, por lo tanto, el juego está constituido por diez fases, y cada una toma lugar entre los meses de marzo y junio. Al final de cada episodio, aparece una sinopsis y los objetivos que hay que cumplir en el sucedáneo.
El videojuego sigue una línea argumental predefinida, donde el jugador interacciona en determinados sectores de la historia, eligiendo entre algunas de las opciones que le muestra la interfaz de juego, pudiendo variar los acontecimientos de cada capítulo con sus decisiones, típico de los juegos tipo novela visual como es en este caso.

## Recepción
De acuerdo con la clasificación nacional japonesa de ventas de juegos bishōjo, la versión especial de Otome wa Boku ni Koishiteru lanzada para PC obtuvo bastante éxito en su primera semana de lanzamiento, copando el segundo lugar. A las dos semanas siguientes, descendió en dicha tabla hasta el quinto puesto.
Sin embargo, la versión normal no obtuvo tanto éxito, ya que en su semana de incorporación al mercado, consiguió ser el sexto juego bishōjo más vendido. Posteriormente, el videojuego desapareció de estas listas en abril de 2005, aunque reapareció al siguiente mes en el cuadragésimo noveno lugar.
La versión en DVD de Otoboku cosechó resultados mucho más mediocres: fue el decimotercer juego bishōjo más vendido en su primera semana en el mercado, para posteriormente quedar listado en las dos siguientes en el cuadragésimo tercer y trigésimo noveno lugar, para posteriormente desaparecer de la tabla.

## Adaptaciones

### Manga
La versión manga de Otoboku la realiza Kanao Araki y basada fielmente en el videojuego. Comenzó su publicación en la revista Dengeki Daioh, especializada en Seinen, el 21 de septiembre de 2006, saliendo el primer tankōbon a la venta, y publicado por MediaWorks en su línea de manga de la revista Dengeki Comics, el 27 de agosto de 2007, aunque la obra todavía sigue en curso.
También se serializaron algunos yonkomas de esta serie en la revista Magi-cu de la compañía Enterbrain, y todos ellos se recopilaron en una serie de tankōbon cada dos meses desde el 26 de marzo de 2007, siendo el cuarto el último volumen, lanzado el 25 de octubre.

### Anime
La versión de anime de la novela gráfica de Otome wa Boku ni Koishiteru fue llamada UHF Anime en Japón, y fue lanzado por primera vez en televisión los 12 capítulos que componen la serie de animación entre el 8 de octubre y el 24 de diciembre de 2006. También se lanzó una OVA de la serie, aunque fue publicado únicamente en los DVD recopilatorios. El 2 de julio de 2007, la empresa Media Blasters anunció que consiguió todos los derechos, tanto del anime como del manga, siendo pues la primera vez que parte de la obra vaya a salir de tierras niponas.
La obra que todos estuvieron esperando se recopiló en cuatro DVD por la empresa Starchild, aunque en dos versiones distintas, lanzándose una recopilación especial entre el 11 de enero y el 4 de abril de 2007, en el que la portadilla de las cajas de los DVD contenían ilustraciones del juego; y una versión normal distribuida entre el 9 de mayo y el 8 de agosto.

#### Episodios
A continuación, se exponen la lista de episodios del anime. La sinopsis de cada uno de los episodios se puede encontrar en el anexo correspondiente:
1. El príncipe del colorete  (口紅（ルージュ）をひいた王子様 Rūju o Hiita Ōji-sama?)
2. Un borrador imborrable (けせない消しゴム Kesenai Kesigomu?)
3. Cuando se escoge a la hermana mayor (おとめが乙女を選ぶ時 Otome ga Otome o Erabu Toki?)
4. La princesa durmiente tras la puerta infranqueable (開かずの扉の眠り姫 Akazu no Tobira no Nemuri-hime?)
5. La capilla a medianoche (真夜中の教会（チャペル) Mayonaka no Chaperu?)
6. Un día de verano (夏の日の狂想曲（カプリッツィオ Natsu no Hi no Kapurittsio?)
7. La pequeña Kana y la gran cinta (小っちゃな妹（かな）と大きなリボン Chitchana Kana to Ōkina Ribon?)
8. Tiempo inacabado (縮まらない記録（タイム Chijimaranai Taimu?)
9. Los sentimientos de Mariya (まりやの気持ち Mariya no Kimochi?)
10. Dos Julietas (二人のジュリエット Futari no Jurietto?)
11. Confusión en el estudio (戸惑いの練習曲(エチュード) Tomadoi no Echūdo?)
12. La última danza, eterna (ラストダンスは永遠に Rasuto Dansu wa Eien ni?)
13. Tsunderela (大きな少年少女世界名作の森~ツンデレラ~ Ōkina Shōnen Shōjo Sekai Meisaku no Mori ~Tsunderera~?)

### CD Dramas
Se realizaron un total de cinco CD Dramas sobre Otoboku. El primero de ellos se basó exclusivamente en la novela visual original, y lo titularon Drama CD Otome wa Boku ni Koishiteru ~Natsu no Cosmos Aki no Matsurika~ (ドラマCD 処女はお姉さまに恋してる ~晩夏の秋桜 初秋の茉莉花~ Dorama CD Otome wa Boku ni Koishiteru ~Natsu no Kosumosu Aki no Matsurika~?). Salió al mercado el 22 de septiembre del 2005 por la productora HOBiRECORDS. En él, Mizuho intentará que Nao Sakurai, una amiga de Mariya que va a trasladarse de escuela, intente correr con ella en una carrera, ya que es su último deseo.
Los restantes cuatro se basaron en la adaptación al anime, y todos fueron lanzados por King Records. Son los siguientes:
1. Otome wa Boku ni Koishiteru CD Drama, primera temporada  ~Shopping wa Kiken na Kaori~ (ドラマCD 乙女はお姉さまに恋してる シーズン01 ~ショッピングは危険な香り?~ Dorama CD Otome wa Boku ni Koishiteru shīzun01 ~Shoppingu wa Kiken na Kaori?~?), que fue lanzado el 25 de octubre del 2006.
2. Otome wa Boku ni Koishiteru CD Drama, segunda temporada ~Mahōtsukai no Recipe~ (ドラマCD 乙女はお姉さまに恋してる シーズン02 ~魔法使いのレシピ~ Dorama CD Otome wa Boku ni Koishiteru shīzun02 ~Mahoutsukai no Reshipi~?), distribuido el 22 de noviembre del 2006.
3. Otome wa Boku ni Koishiteru CD Drama, tercera temporada ~Girls meets Cat~ (ドラマCD 乙女はお姉さまに恋してる シーズン03 ~Girl meets Cat~ Dorama CD Otome wa Boku ni Koishiteru shīzun03 ~Gāru Mītsu Kyatto~?), lanzado el 21 de diciembre del 2006.
4. Otome wa Boku ni Koishiteru drama CD season 4 ~Gūzen to Hitsuzen no Labyrinth~ (ドラマCD 乙女はお姉さまに恋してる シーズン04 ~偶然と必然の迷宮（ラビリンス）~ Dorama CD Otome wa Boku ni Koishiteru shīzun04 ~Gūzen to Hitsuzen no Rabirinsu~?), comercializado el 11 de abril del 2007.

### Novelas
Se realizaron dos novelas basadas en el juego original. La primera de las dos novelas fue escrita por Saki Murakami y editada en Japón el 17 de junio del 2005, llamada Imprisoned Princess ~Sion Chapter~ (囚われの姫君～紫苑編～ Toraware no Himegimi ~Shion hen~?), centrada prácticamente en el personaje Sion Jujo. En ese mismo año, concretamente el 24 de agosto, la misma editorial lanzó otra obra de esta autora, Perplexed Juliet ~Takako Chapter~ (とまどうジュリエット～貴子編～ Tomadou Jurietto ~Takako hen~?), tomando como protagonista esta vez a Takako Itsukushina. Ambas obras contenían elementos eróticos, siendo clasificada para adultos.
También el autor Chihiro Minagawa escribió una novela sobre la serie que salió el mismo día que la última de Saki Murakami, que la publicó la editorial Jive. También se redactó un dōjin no oficial llamado Perplexed Juliet ~Takako Chapter~ (とまどうジュリエット～貴子編～ Tomadou Jurietto ~Takako hen~?) sobre uno de los episodios en concreto del videojuego, siendo protagonistas de éste Kana Suoin y Yukari Kamioka.

### Radio
También se lanzó un programa de radio llamado Seio Girls School Broadcasting Station (聖應女学院放送局 Seiō Jogakuin Hōsōkyoku?), basado en Otoboku, vía Internet, producida por Animate TV y basada en la versión de anime de la obra. Se sigue echando este programa todos los jueves desde que empezara el 5 de octubre del 2006, saliendo dos CD-ROMs recopilatorios el 9 de mayo y 6 de junio del 2007. Está basado en la vida de las protagonistas de la obra, es por ello que hay 13 secciones en cada programa, uno por cada protagonista.

## Banda sonora
La banda sonora de la novela visual se llamó maiden's rest Otome wa Boku ni Koishiteru Original Soundtrack (maiden's rest　処女はお姉さまに恋してる オリジナルサウンドトラック meidenzu resuto Otome wa Boku ni Koishiteru Originaru Saundotorakku?), y fue lanzada al mercado nipón independientemente el 25 de febrero del 2005 por la compañía Digiturbo. La canción vocal y principal de la novela se titula "You make my day!", y es interpretada por YURIA.
Sin embargo, para el anime, no se utilizó esa banda sonora, sino que se compuso otra completamente distinta llamada Otome wa Boku ni Koishiteru original soundtrack ~A Luxury Sound~ (乙女はお姉さまに恋してる オリジナル・サウンドトラック ～ラグジュアリィサウンド Otome wa Boku ni Koishiteru orijinaru saundotorakku ~Ragujuarī Saundo~?), publicada el 22 de noviembre del 2006 por la compañía Kings Records. Love Power de Aice5 y Beautiful Day de Yui Sakakibara fueron usadas como temas de apertura y cierre en cada episodio del anime respectivamente.